# Shura Cherkassky
Shura Cherkassky (7 octombrie 1911, Odesa - 19 decembrie 1995, Londra) a fost un mare pianist evreu născut în Ucraina, cunoscut pentru interpretarea repertoriului romantic. Pianistica sa a fost definită de o tehnică formidabilă și un ton de excepție. Primele înregistrări le-a făcut în 1924, ultimele, 71 de ani mai târziu, în 1995.